# 12249 Hannorein
12249 Hannorein è un asteroide della fascia principale. Scoperto nel 1988, presenta un'orbita caratterizzata da un semiasse maggiore pari a 2,9987832 au e da un'eccentricità di 0,1118060, inclinata di 11,35708° rispetto all'eclittica.